# Paul Raud
Paul Raud (Kirikuküla, 22 ottobre 1865 – Tallinn, 22 novembre 1930) è stato un pittore estone, fratello gemello del pittore Kristjan Raud.

## Biografia
Studiò alla Kunstakademie Düsseldorf, influenzato dai lavori di Eduard Gebhardt. Per qualche tempo, dopo il suo ritorno in Estonia dalla Germania, dipinse principalmente ritratti su commissione, e nel 1896 andò in viaggio con suo fratello e Amandus Adamson nell'Arcipelago di Pakri e nell'isola di Muhu. Le sue opere di questo periodo ricordano quelle di Max Liebermann. 
Nel 1899 tornò a lavorare in Germania. Tra il 1902 e il 1903 Raud viaggiò in Italia e in Germania, visitanto diverse mostre d'arte, durante le quali conobbe le allora attuali tendenze artistiche, come l'impressionismo, il simbolismo, il neoromanticismo e l'Art Nouveau; questo, insieme al tempo trascorso a lavorare con Il'ja Efimovič Repin, influenzò il suo stile successivo.
Più tardi, soprattutto durante e dopo la prima guerra mondiale, iniziò a insegnare, dal 1915 lavorando come insegnante di disegno all'Istituto di commercio di Tallinn e dal 1923 alla Scuola statale di arte industriale di Tallinn.
Le opere di Raud sono esposte nel Museo d'Arte dell'Estonia, a Tallinn.

## Galleria d'immagini

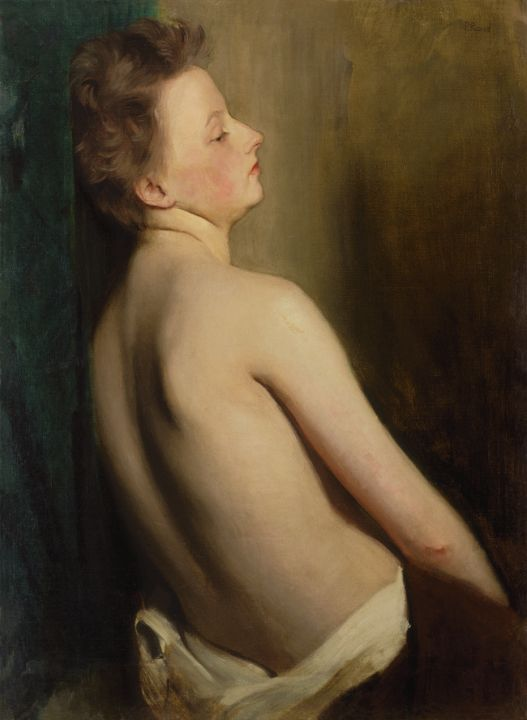
Seminudo (1893)
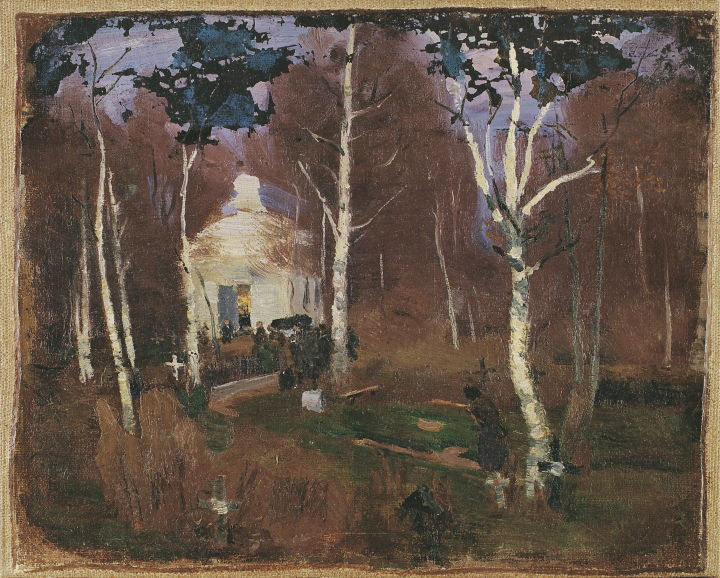
Cimitero di Rakvere (1895)
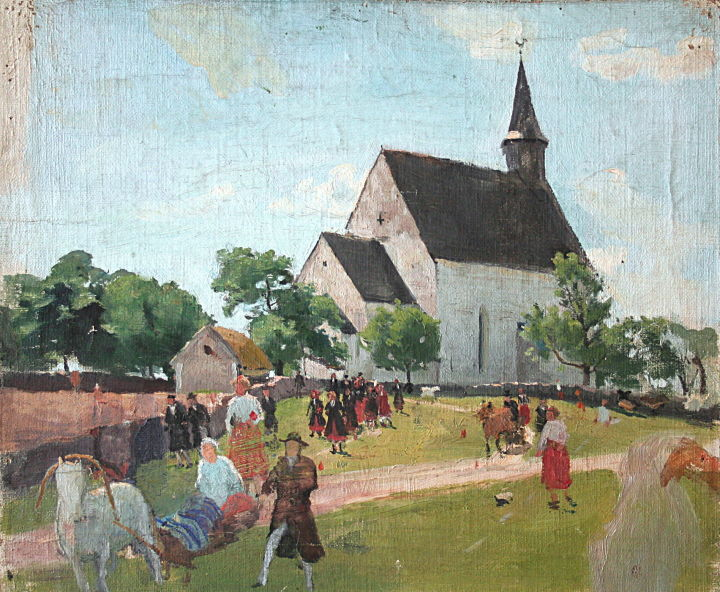
Chiesa di Muhu (1898)
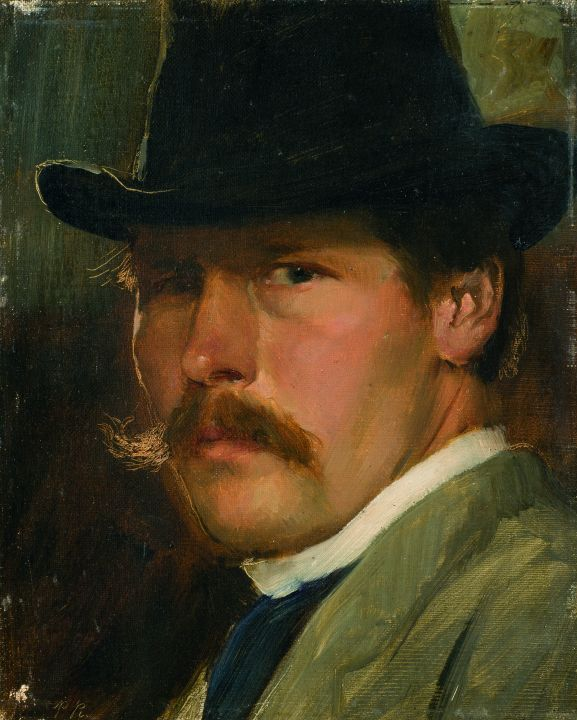
Autoritratto con cappello (1900)
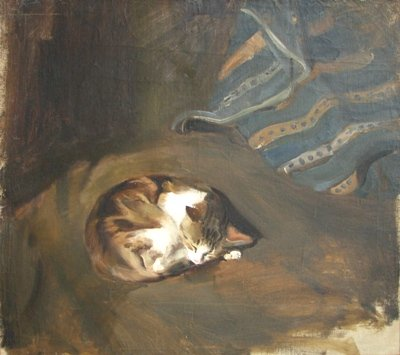
Gatto che dorme (1908)
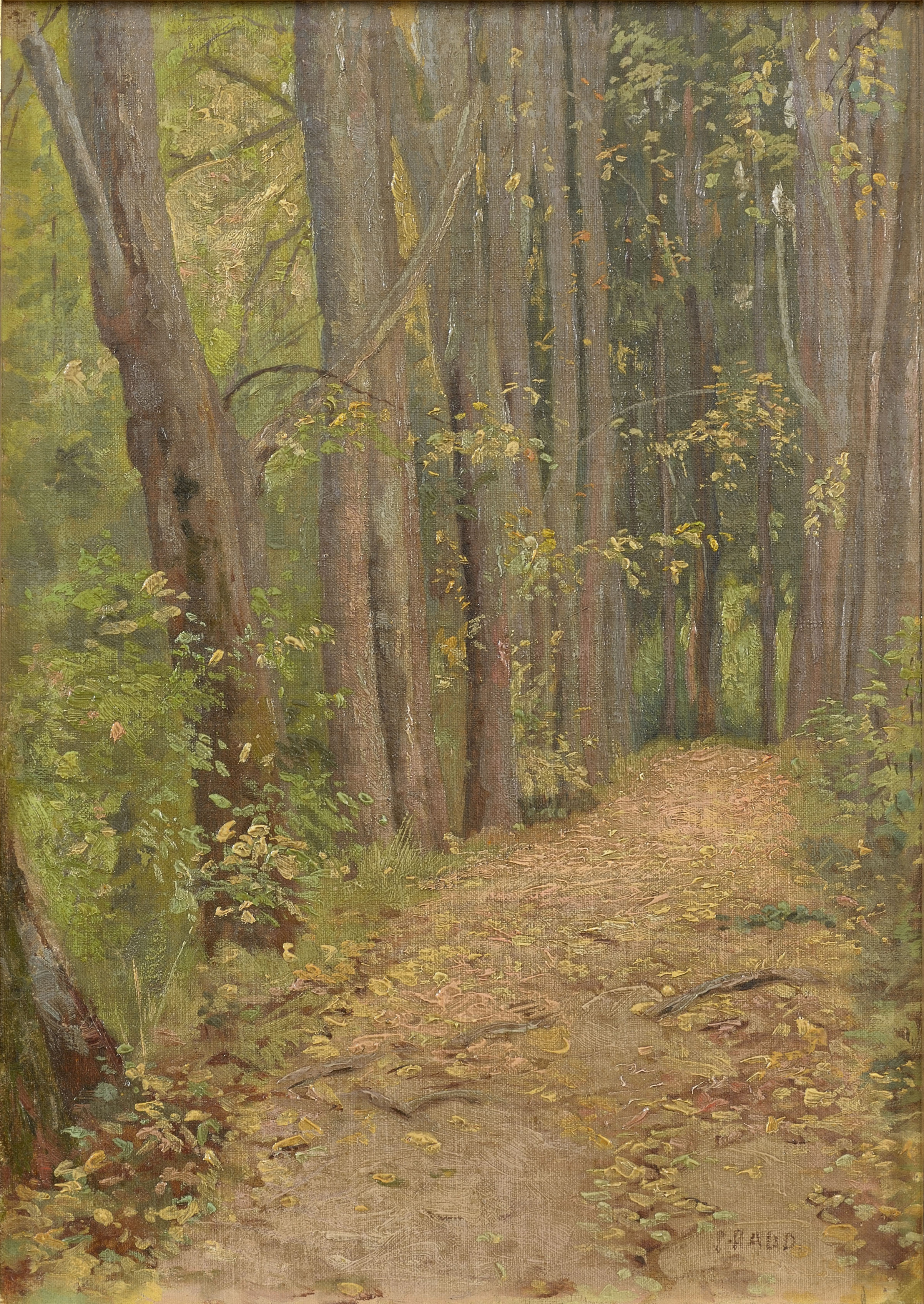
Una strada in un parco (1910)
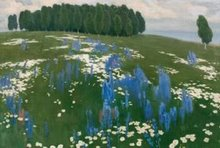
Campo di fiori (1906-1911)
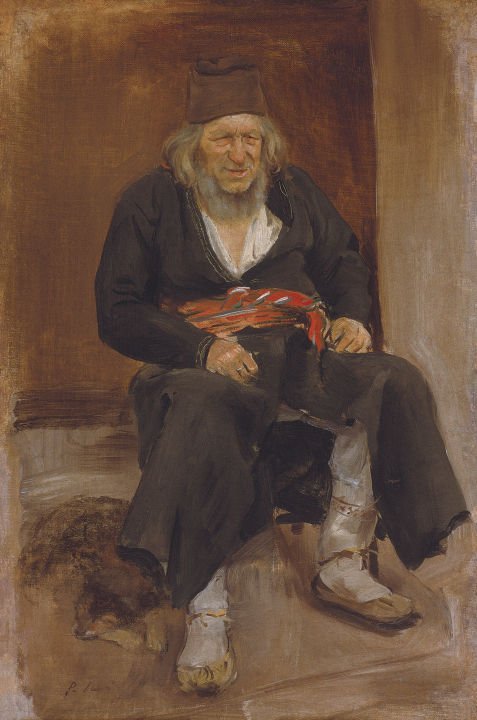
Un vecchio dell'isola di Muhu (1911)
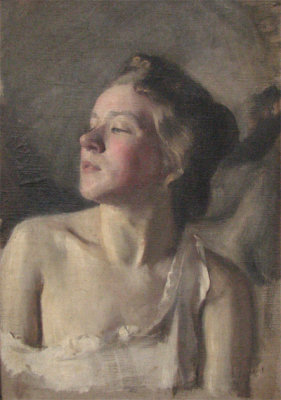
Ritratto (1911)
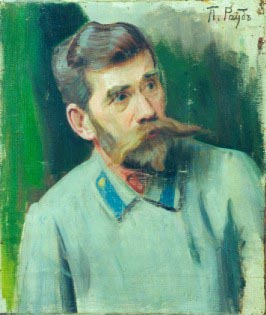
Un soldato (1911 circa)
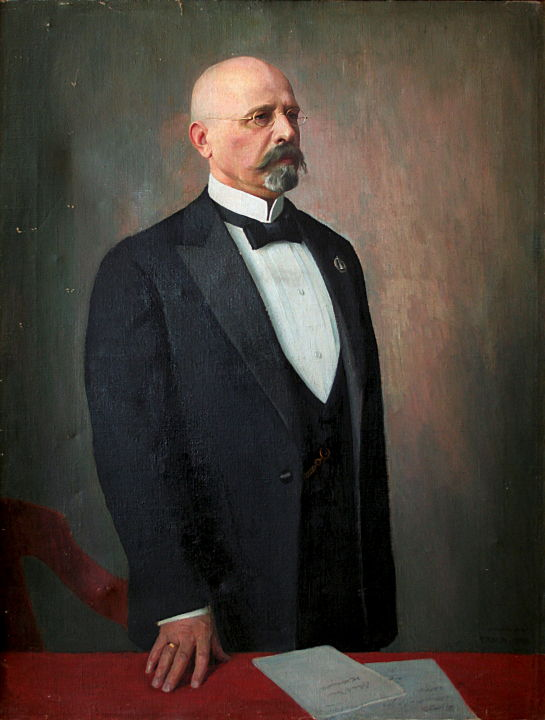
Ritratto di Jaan Poska (1929)